# لي أدي
لي أدي (بالإنجليزية: Lee Addy) (مواليد 7 يوليو 1990 في أكرا) لاعب كرة قدم غاني .

## روابط خارجية
- لي أدي على موقع الاتحاد الدولي (مؤرشف)  (الإنجليزية)
- لي أدي على موقع قاعدة بيانات كرة القدم.إي يو (الإنجليزية)
- لي أدي على موقع ناشيونال فوتبول تيمز (الإنجليزية)
- لي أدي على موقع Soccerway.com (الإنجليزية)
- لي أدي على موقع كووورة
- لي أدي على موقع AS.com (الإسبانية)